# Cantuaria kakanuiensis
Cantuaria kakanuiensis là một loài nhện trong họ Idiopidae.
Loài này thuộc chi Cantuaria. Cantuaria kakanuiensis được Raymond Robert Forster miêu tả năm 1968.